# Episodi de Le pazze storie di Dick Van Dyke (prima stagione)
La prima stagione della serie televisiva Le pazze storie di Dick Van Dyke è stata trasmessa in anteprima negli Stati Uniti d'America dalla CBS tra il 18 settembre 1971 e il 4 marzo 1972.
| nº | Titolo originale                     | Titolo italiano | Prima TV USA      | Prima TV Italia |
| -- | ------------------------------------ | --------------- | ----------------- | --------------- |
| 1  | Smoke Rings                          |                 | 18 settembre 1971 |                 |
| 2  | A Star Ain't Born                    |                 | 25 settembre 1971 |                 |
| 3  | Mid-term Dinner                      |                 | 2 ottobre 1971    |                 |
| 4  | Everything from 'A to Z'             |                 | 9 ottobre 1971    |                 |
| 5  | The Tennis Pro                       |                 | 16 ottobre 1971   |                 |
| 6  | A House Is Not a Home, Yet           |                 | 23 ottobre 1971   |                 |
| 7  | The Replacement                      |                 | 30 ottobre 1971   |                 |
| 8  | Queasy Rider                         |                 | 6 novembre 1971   |                 |
| 9  | The Storm                            |                 | 13 novembre 1971  |                 |
| 10 | The Conductor and the Lady           |                 | 20 novembre 1971  |                 |
| 11 | Off and Running                      |                 | 27 novembre 1971  |                 |
| 12 | Room with a View                     |                 | 4 dicembre 1971   |                 |
| 13 | Linda, Linda, Linda                  |                 | 11 dicembre 1971  |                 |
| 14 | Pepito from Mexico                   |                 | 18 dicembre 1971  |                 |
| 15 | Bernie Did It                        |                 | 1º gennaio 1972   |                 |
| 16 | Annie Get Your Bike                  |                 | 8 gennaio 1972    |                 |
| 17 | What Is Your Husband Doing Tomorrow? |                 | 15 gennaio 1972   |                 |
| 18 | The Birth                            |                 | 22 gennaio 1972   |                 |
| 19 | The Split                            |                 | 29 gennaio 1972   |                 |
| 20 | The Harry Award                      |                 | 5 febbraio 1972   |                 |
| 21 | People's Choice                      |                 | 12 febbraio 1972  |                 |
| 22 | After the Ball Is Over               |                 | 19 febbraio 1972  |                 |
| 23 | Running Bear and Moskowitz           |                 | 26 febbraio 1972  |                 |
| 24 | The Telethon                         |                 | 4 marzo 1972      |                 |